# L.E. Leipzig
Le L.E. Leipzig est un club allemand de volley-ball masculin, évoluant en deuxième division du championnat d'Allemagne. Il a repris la licence du VC Leipzig mis en liquidation en mars 2009. 

## Historique
Le club est le fruit de la fusion de deux entités, le VV Leipzig et le VC Markenstädt en 2006.
- VV Leipzig : La section volley-ball du SC Leipzig fondé en 1963 s'est séparée du club en 1999 pour rejoindre le VfL Leipzig. Mise en liquidation, elle s'est relancée sous le nom de VV Leipzig en 2000.
- VC Markranstädt : en 1950, le BSG Rotation Sud-Leipzig est fondé sous l'égide de l'industrie de l'imprimerie. Il prendra plusieurs dénominations au cours de la décennie (Rotation Leipzig Nordost, puis Rotation Leipzig Südwest) avant de devenir Rotation Leipzig 1950 en 1958. En 1991, le VC Markranstädt absorbe la section volley-ball du Rotation, avant de se fondre dans le VC Leipzig (Volleyballclub Leipzig) en 2006.

Au printemps 2009, le VCL tombe en faillite. La structure professionnelle rejoint alors le L.E. Leipzig, club de jeunes fondé le 17 mars 2009, qui reprend sa licence et repart en deuxième division lors de la saison 2009-2010.

## Nom
L.E. est un surnom familier de la ville de Leipzig, à l'imitation du sigle L.A. pour signifier Los Angeles.

## Palmarès masculin
- National
  - Championnat d'Allemagne de l'Est : 1963, 1964, 1965, 1966, 1967, 1968, 1969, 1970, 1971, 1972, 1973, 1974, 1975, 1976, 1982, 1983, 1985, 1987, 1989
  - Coupe d'Allemagne de l'Est : 1963, 1965, 1966, 1967, 1987
- Européen
  - Ligue des champions : 1964

## Palmarès féminin
- - Championnat d'Allemagne de l'Est :  1958,  1959, 1960, 1961
  - Coupe d'Allemagne de l'Est :  1957,  1958, 1960, 1961

## Anciens joueurs
- Aki Riihimäki  Finlande (passeur, 1,90 m)